# (776) Бербериция
(776) Бербериция (лат. Berbericia) — астероид главного пояса, принадлежащий к тёмному спектральному классу C. Он был открыт 24 января 1914 года немецким астрономом Адамом Массингером в Гейдельбергской обсерватории и назван в честь немецкого астронома Адольфа Бербериха.

Орбита астероида Бербериция и его положение в Солнечной системе
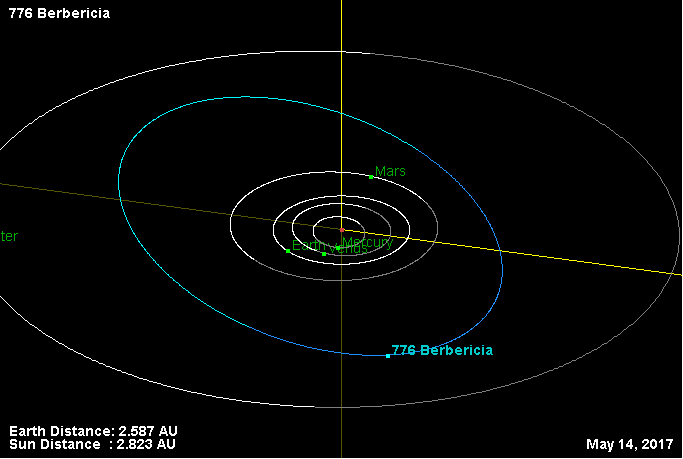
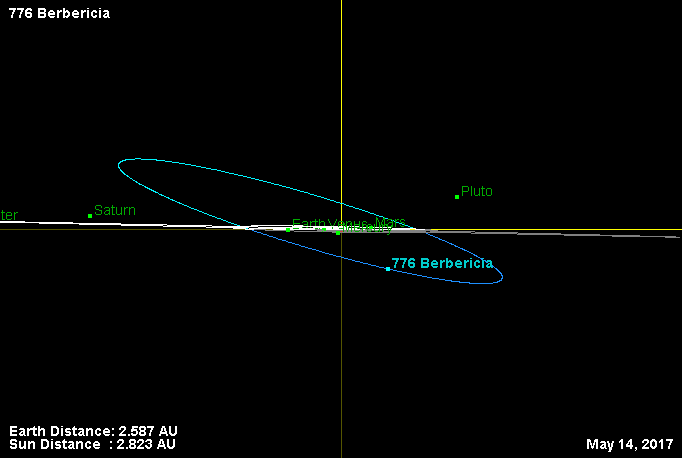

В конце 1990-х международная группа астрономов собирала данные о кривых блеска 10 новых астероидах, в том числе и Бербериции, чтобы использовать их для создание трёхмерных моделей этих объектов.
Американские астрономы Ричард П. Бинзел и Шелте Бас в 2003 году опубликовали исследование, которое ещё больше расширило наши знания об этом астероиде. Это спектрографическое исследование, проводимое с августа 1993 по март 1999 года известно как SMASSII (Small Main-belt Asteroid Spectroscopic Survey), позволило уточнить спектральные классы астероидов.